# Sociologia econòmica
|  | No s'ha de confondre amb Socioeconomia. |

La sociologia econòmica és l'anàlisi sociològica dels processos socials de l'activitat econòmica, de les seves estructures i institucions i dels sistemes que integren l'economia amb la societat. Per a la sociologia econòmica, el problema fonamental és definir teòricament diferents formes de processos econòmics tal com es realitzen les relacions socials reals i la seva influència sobre elles.
La sociologia econòmica es definida de manera freqüent als mitjans acadèmics com "la perspectiva sociológica aplicada als fenòmens econòmics". Des d'aquest procediment científic, els fets econòmics són considerats i tractats pels investigadors com fets socials.

## Història
Es un fet històric que la sociologia emergeix dins del context de la profunda crisi econòmica que va arrasar a Europa als anys 1870-1880. Llavors, el moviment obrer tractava de canalitzar i amplificar per tots els medis (principalment la premsa) i a través de diferents camps (polític, econòmic, social i cultural) manifestacions populars contra l'atur i la fam. El socialisme comença a imposar-se a Europa per tal d'intentar resoldre els problemes socials. Paral·lelament, també sorgeixen diferencies al món científic que comportarien greus enfrontaments.
Com van reconèixer els economistes més primerencs, les institucions econòmiques tenen una importància profunda per a la societat i el context social afecta la naturalesa de les institucions econòmiques locales. Karl Marx va reivindicar que les forces econòmiques van ser absolutament centrals a la societat i van influir profundament les seves estructures sociales. Les figures fundadors de la sociologia, com Max Weber, també van considerar els processos econòmics com a fonamentals a l'estructura de la sociedad. Georg Simmel, en particular en el seu llibre la filosofia de diners, va ser important en el desenvolupament primerenc de la sociologia econòmica, com va ser Émile Durkheim després la divisió de la feina social. Altres contribucions primerenques importants a la sociologia econòmica van ser fetes per persones que són usualment considerades economistes, com Thorstein Veblen i Joseph Schumpeter.
Karl Polanyi al seu llibre La Gran Transformación va ser el teòric que primer va utilitzar la noció de l'arrelament (noció d'incrustació, que després reprendrà Mark Granovetter, encara que en diferent sentit), afirmant que l'economia s'arrela (està incrustada) en les institucions socials i que és vital per al mercat no destruir altres aspectes de la vida humana.
Més endavant, els pensadors marxistes i altres pensadors econòmics d'esquerra s'han centrat en les implicacions socials del consumisme i el desenvolupament econòmic dins el sistema de relacions econòmiques que els produeixen.
La sociologia econòmica actual se centra en particular en les conseqüències socials dels intercanvis econòmics, en els significats socials que suposen i en les interaccions socials que faciliten o bloquegen. Les figures més influents en la sociologia econòmica moderna inclouen a Mark Granovetter, Harrison White, Paul DiMaggio, Joel M. Podolny, Richard Swedberg i Viviana Zelizer als Estats Units i als Luc Boltanski, Laurent Thévenot, i Jens Beckert a Europa. A aquesta llista es pot afegir Amitai Etzioni, que ha popularitzat la idea de la socioeconòmica, i Chuck Sabel i Wolfgang Streeck, els qui treballen en la tradició d'economia / sociologia política.